# Giovanni Improta
(Cartello esibito durante le contestazioni per la sua cessione alla Sampdoria)
Giovanni Improta (Napoli, 22 gennaio 1948) è un ex calciatore, allenatore di calcio e dirigente sportivo italiano, di ruolo centrocampista.

## Carriera

### Giocatore

Improta al Napoli nel 1970

In Serie A ha giocato con Napoli, Catanzaro e Sampdoria, totalizzando complessivamente 205 presenze e 25 reti. Ha inoltre disputato oltre 150 incontri in Serie B, con 12 reti complessive, con le maglie di SPAL, Avellino, Catanzaro e Lecce. Chiude la carriera calcistica in Serie C2 con la Frattese.
La sua cessione dal Napoli alla Sampdoria portò a manifestazioni a Posillipo, il suo quartiere, sfociate anche in scontri con persone reputate vicine a dirigenti che avevano avallato la sua cessione.

### Dopo il ritiro
Dopo aver allenato per circa un decennio tra la fine degli anni Ottanta e l'inizio dei 90 in Interregionale e in C, è stato opinionista per la rete privata Canale 34 di Napoli, offrendo il suo contributo alla trasmissione "Number Two", diretta da Ivan Zazzaroni e continua, al novembre 2017, a fare l'opinionista, ormai da diversi anni presso l'emittente privata napoletana Canale 21 dove è ospite fisso della trasmissione della domenica sera "Campania Sport", condotta da Umberto Chiariello.
Ha ricoperto per tre anni il ruolo di Presidente del Comitato Regionale Campania della  F.I.G.C. Settore Giovanile e Scolastico. 
Nel febbraio 2003 entra a far parte dell'organigramma societario del Catanzaro, divenendo dopo qualche mese direttore generale del club, carica che ricopre sino all'estate 2006, quando la società fallisce.
Nella stagione 2007-2008 ha ricevuto l'incarico di direttore generale dalla nuova proprietà del Catanzaro, mentre l'anno dopo passa dalla scrivania in panchina, come allenatore in seconda di Nicola Provenza. 
Nella stagione 2013-2014 diventa consigliere personale del Presidente Manniello alla Juve Stabia. Dopo due stagioni, in concomitanza dell'inizio del campionato 2015-16, Improta lascia l'incarico con la squadra stabiese, divenendone però il suo club manager. Nel 2020 viene nominato club manager della Juve Stabia dai due soci Francesco Manniello e Andrea Langella.
Il 12 gennaio 2021 rassegna le sue dimissioni dal club campano, accettando il ruolo di direttore dell'area tecnica della Sambenedettese.

## Statistiche

### Presenze e reti nei club
| Stagione         | Squadra          | Campionato       | Campionato | Campionato | Coppe nazionali | Coppe nazionali | Coppe nazionali | Coppe continentali | Coppe continentali | Coppe continentali | Totale | Totale |
| Stagione         | Squadra          | Comp             | Pres       | Reti       | Comp            | Pres            | Reti            | Comp               | Pres               | Reti               | Pres   | Reti   |
| ---------------- | ---------------- | ---------------- | ---------- | ---------- | --------------- | --------------- | --------------- | ------------------ | ------------------ | ------------------ | ------ | ------ |
| 1967-1968        | Napoli           | A                | 0          | 0          | CI              | ?               | ?               | CdF                | ?                  | ?                  | 0+     | 0+     |
| 1968-1969        | SPAL             | B                | 11         | 0          | CI              | 0               | 0               | -                  | -                  | -                  | 11     | 0      |
| 1969-1970        | Napoli           | A                | 23         | 3          | CI              | 1               | 0               | CU                 | 4                  | 1                  | 28     | 4      |
| 1970-1971        | Napoli           | A                | 30         | 1          | CI              | 11              | 3               | -                  | -                  | -                  | 41     | 4      |
| 1971-1972        | Napoli           | A                | 29         | 6          | CI              | 9               | 2               | CU                 | 2                  | 0                  | 40     | 8      |
| 1972-1973        | Napoli           | A                | 28         | 2          | CI              | 8               | 1               | -                  | -                  | -                  | 36     | 3      |
| 1973-1974        | Sampdoria        | A                | 17         | 5          | CI              | 4               | 1               | -                  | -                  | -                  | 21     | 6      |
| 1974-1975        | Avellino         | B                | 32         | 3          | CI              | 0               | 0               | -                  | -                  | -                  | 32     | 3      |
| 1975-1976        | Catanzaro        | B                | 37         | 6          | CI              | 4               | 0               | -                  | -                  | -                  | 41     | 6      |
| 1976-1977        | Catanzaro        | A                | 30         | 4          | CI              | 4               | 0               | -                  | -                  | -                  | 34     | 4      |
| 1977-1978        | Catanzaro        | B                | 31         | 0          | CI              | 4               | 0               | -                  | -                  | -                  | 35     | 0      |
| 1978-1979        | Catanzaro        | A                | 27         | 1          | CI              | 7               | 2               | -                  | -                  | -                  | 34     | 3      |
| Totale Catanzaro | Totale Catanzaro | Totale Catanzaro | 125        | 11         |                 | 19              | 2               |                    | -                  | -                  | 144    | 13     |
| 1979-1980        | Napoli           | A                | 21         | 3          | CI              | 6               | 0               | CU                 | 2                  | 0                  | 29     | 3      |
| lug.-ott. 1980   | Napoli           | A                | 0          | 0          | CI              | 2               | 0               | -                  | -                  | -                  | 2      | 0      |
| Totale Napoli    | Totale Napoli    | Totale Napoli    | 131        | 15         |                 | 37              | 6               |                    | 8+                 | 1+                 | 176+   | 22+    |
| ott. 1980-1981   | Lecce            | B                | 29         | 2          | CI              | 0               | 0               | -                  | -                  | -                  | 29     | 2      |
| 1981-1982        | Lecce            | B                | 32         | 1          | CI              | 4               | 1               | -                  | -                  | -                  | 36     | 2      |
| Totale Lecce     | Totale Lecce     | Totale Lecce     | 61         | 3          |                 | 4               | 1               |                    | -                  | -                  | 65     | 4      |
| 1982-1983        | Frattese         | C2               | 28         | 2          | CI-C            | ?               | ?               | -                  | -                  | -                  | 28+    | 2+     |
| 1983-1984        | Frattese         | C2               | 18         | 1          | CI-C            | ?               | ?               | -                  | -                  | -                  | 18+    | 1+     |
| Totale Frattese  | Totale Frattese  | Totale Frattese  | 46         | 3          |                 | ?               | ?               |                    | -                  | -                  | 46+    | 3+     |
| Totale carriera  | Totale carriera  | Totale carriera  | 423        | 40         |                 | 64+             | 10+             |                    | 8+                 | 1+                 | 495+   | 51+    |